# 吸血鬼黎斯特
《吸血鬼黎斯特》（英語：The Vampire Lestat）是美國作家安·萊絲的系列小說「吸血鬼紀事」第二部，於1985年出版。時報文化於1996年8月27日在臺灣發行正體中文版，分上下兩冊，由陳冷翻譯。簡體中文版由譯林出版社發行於2007年10月1日，由顧煒翻譯。此作續接《夜訪吸血鬼》，故事以黎斯特本人作為敍事者，以他的觀點和角度來講述。故事中多數事件與前作《夜訪》相互矛盾，以此讓讀者自行判定孰眞孰假。

## 內容概述
故事時間設置在18世紀末至1980年代末，講述吸血鬼黎斯特·德·萊昂柯特的二百年生涯。黎斯特來自法國奧弗涅的一個沒落貴族家庭，後隻身去到繁華大都會巴黎，直至接受「暗黑禮贈」被轉化成吸血鬼。
此書以一個扣人心弦的情節收尾，欲知接下來會如何的讀者須得閱讀下一部作品《天譴者的女王》。

## 改編

### 安·萊絲之吸血鬼黎斯特
《吸血鬼黎斯特》於1990-1991年間被 Innovation Comics 改編成漫畫以及一套12集的動畫迷你劇，由戴瑞克·葛羅斯和麥可·奧卡莫托繪製，全套劇集於1991年由 Ballantine Books 以視覺文學形式出版。

### 
一部名為的電影於2002年上映，改編自小說《天譴者的女王》，其中也使用了部份來自《吸血鬼黎斯特》的故事情節。
這部電影被認為是典型的改編失敗之作，萊絲本人就很不喜歡這部片，每當她談及這部電影時，她都會說《魔咒女王》一片讓她完全無法理解也不能接受，她曾勸說製片商放棄拍攝，看到自己的作品被肢解成這樣讓她感覺很受傷。

### 黎斯特：音樂劇
百老匯劇院於2006年推出一齣名為《黎斯特》的音樂劇，由艾爾頓·強和博尼·陶平作曲，琳達·沃爾夫頓編劇。2005年底在加利福尼亞進行了前期試演，隨後在紐約的皇宮劇院擧行了33場預演以及39場正式演出。